# 나의 계곡은 푸르렀다
《나의 계곡은 푸르렀다》(나의 溪谷은 푸르렀다, 영어: How Green Was My Valley)는 존 포드 감독의 1941년 드라마 영화이다. 1939년 리처드 루엘린의 소설 How Green Was My Valley에 기초를 두고 있다. 필립 던이 각본을 맡고 대릴 F. 재넉이 제작을 맡았다.
이 영화는 10개의 아카데미상 지명을 받았고 작품상을 포함하여 5개의 아카데미상을 받았다.

## 줄거리

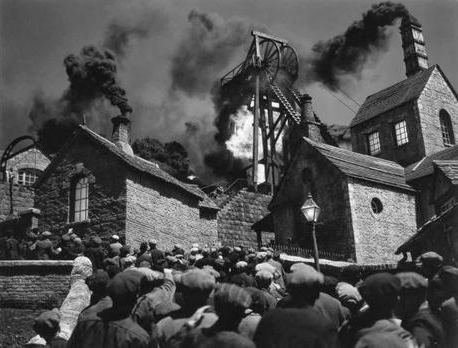
《나의 계곡은 푸르렀다》의 웨일스 탄광촌

이야기는 빅토리아 시대 후기 사우스 웨일스 밸리의 광업 가족 모건 일가를 중심으로 전개된다. 길림 모건의 막내아들 휴는 아버지와 함께 집으로 돌아와 어머니 베스를 만난다. 형들인 이안토, 이보르, 데이비, 길림 주니어, 오웬은 모두 아버지와 함께 탄광에서 일하고, 누나 앙하라드는 어머니와 함께 집안일을 돌본다. 휴의 어린 시절은 목가적이었다. 아직 광산 폐기물로 뒤덮이지 않은 마을은 아름다웠고, 집안은 따뜻하고 사랑스러웠으며, 광부들은 집으로 돌아오면서 ("쿰 론다"와 같은 노래를) 노래했다. 휴는 큰형 이보르와 약혼한 브론윈에게 반한다. 떠들썩한 결혼식 피로연에서 앙하라드는 새 설교자 그리피스 씨를 만나고, 둘 사이에는 분명한 상호 끌림이 있다.
광산 주인이 임금을 삭감하고 광부들이 이에 항의하여 파업을 벌이면서 문제가 시작된다. 길림은 파업을 지지하지 않음으로써 중재를 시도하지만, 다른 광부들과 집을 떠나는 아들들과 소원해진다. 베스는 한밤중에 파업자들의 모임을 방해하며 남편을 해치는 사람은 누구든 죽이겠다고 위협한다. 그녀와 휴는 눈보라 속 어둠을 뚫고 들판을 가로질러 집으로 돌아온다. 집으로 돌아가는 길에 파업자들은 휴가 도움을 요청하는 소리를 듣는다. 그들은 강에서 베스와 휴를 구조한다. 베스는 일시적으로 다리를 쓰지 못하게 되었고, 의사는 휴 역시 다리를 쓰지 못하게 되어 다시는 걷지 못할 것을 우려한다. 휴는 결국 그리피스 씨의 도움으로 회복하고, 이로 인해 앙하라드는 그에게 더욱 애정을 느낀다.
파업은 결국 타결되고, 길림과 그의 아들들은 화해하지만, 많은 광부들이 일자리를 잃었다. 유난히 아름다운 앙하라드는 광산 주인의 아들 이에스틴 에반스(마르텐 라몬트)에게 구애를 받지만, 그녀는 그리피스 씨를 사랑한다. 그리피스 씨 역시 그녀를 사랑하지만, 수다스러운 마을 여성들의 악의적인 즐거움에도 불구하고, 가난한 목사의 힘들고 금욕적인 삶을 그녀에게 강요할 수 없었다. 앙하라드는 에반스와 사랑 없는 결혼을 하고, 그들은 시골로 이주한다.
휴는 근처 마을의 학교에 다니기 시작한다. 다른 소년들에게 괴롭힘을 당하던 그는 권투 선수 다이 반도와 그의 친구 시파르타에게 싸우는 법을 배운다. 잔인한 교사 조나스 씨에게 구타당한 후, 다이 반도는 조나스 씨에게 즉흥적인 권투 시범을 보여 휴의 복수를 하고, 학생들은 기뻐한다.
브론윈은 이보르가 광산 사고로 사망했다는 소식을 듣는다. 충격으로 그녀는 진통이 시작되어 아들을 낳는다. 나중에 모건의 아들 두 명은 경험이 적고 저렴한 노동자들을 위해 해고된다. 일자리 전망이 없어지자, 그들은 해외에서 일자리를 찾기 위해 떠난다. 휴는 대학 장학금을 받지만, 아버지의 실망에도 불구하고 광산에서 일하기 위해 이를 거부한다. 그는 브론윈과 그녀의 아이를 부양하기 위해 브론윈과 함께 이주한다.
앙하라드가 남편 없이 돌아오자, 임박한 이혼에 대한 악성 소문이 마을 전체에 퍼진다. 결국 지역 장로교 예배당의 운영 위원회인 집사들의 회의가 열려 앙하라드를 논의하고 비난하며 파문할 것이라고 발표된다. 앙하라드가 남편 없이 케이프타운에서 집으로 돌아온 것 외에는 아무 잘못도 하지 않았다는 것을 알기에, 그리피스 씨는 이 전망에 분노한다. 그는 집사들의 편협함을 비난한 후, 마을을 떠날 작정으로 회의 전에 뛰쳐나간다.
그날 저녁, 또 다른 광산 재앙을 알리는 경보 사이렌이 울린다. 몇몇 남성이 부상을 입고, 길림과 다른 이들은 낙반에 갇힌다. 그리피스 씨는 아버지의 소식을 듣기 위해 광산으로 달려온 앙하라드를 발견한다. 그녀가 애원하듯 그를 바라보자, 그는 "누가 길림 모건과 다른 이들을 구할 것인가?"라고 외친다. 젊은 휴와 그리피스 씨, 다이 반도는 다른 자원봉사자들과 함께 남아 있는 광부들을 구하기 위해 내려간다. 길림과 그의 아들은 잠시 재회하지만, 길림은 부상으로 인해 사망한다.
위에서는 차가운 새벽빛 속에서 가족 여성들인 앙하라드, 브론윈, 베스 모건이 밤새도록 지키고 있었다. 도르래 소리가 광산 깊은 곳에서 리프트가 돌아오고 있음을 알린다. 휴는 아버지의 시신을 품에 안고 있으며, 석탄에 그을린 얼굴에는 젊은 시절의 순수함이 사라져 있었다.

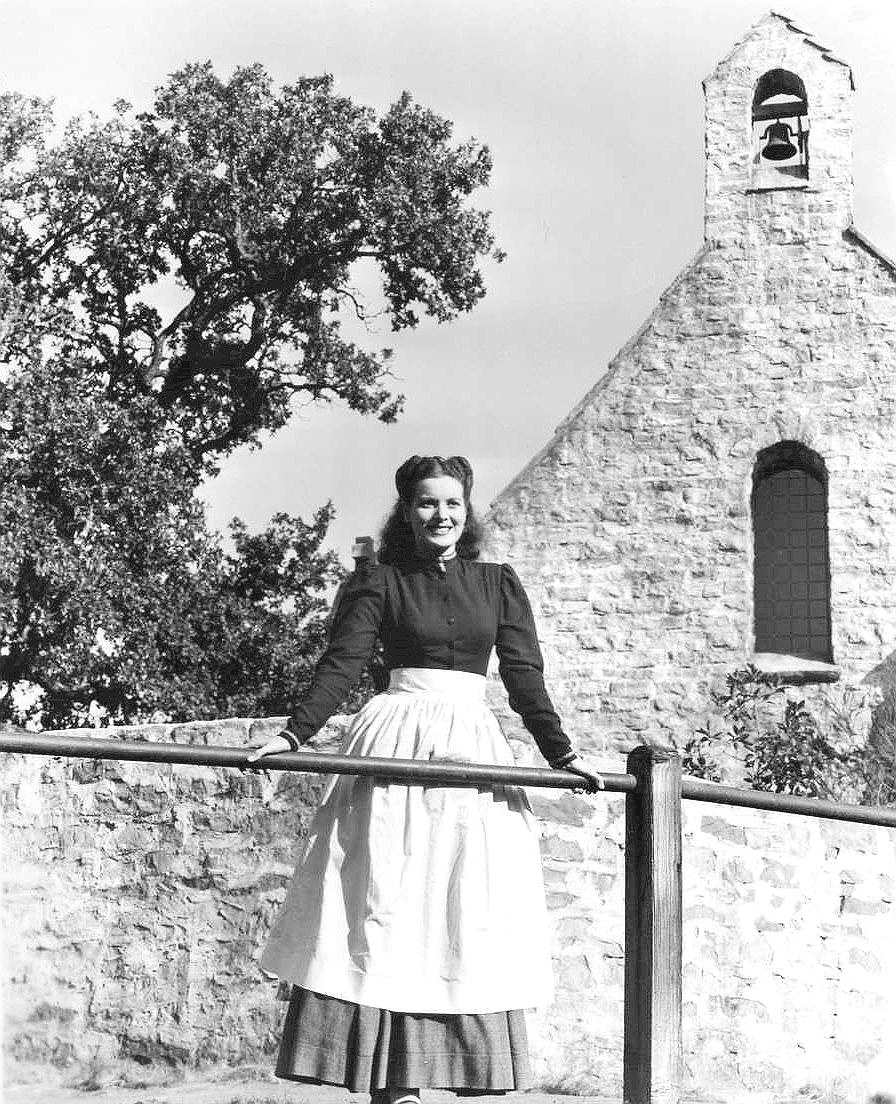
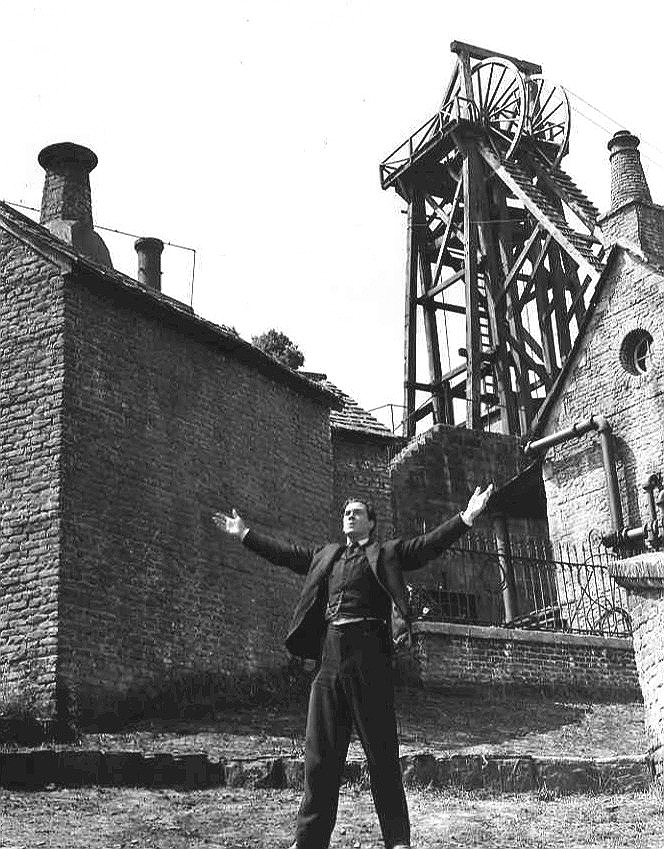
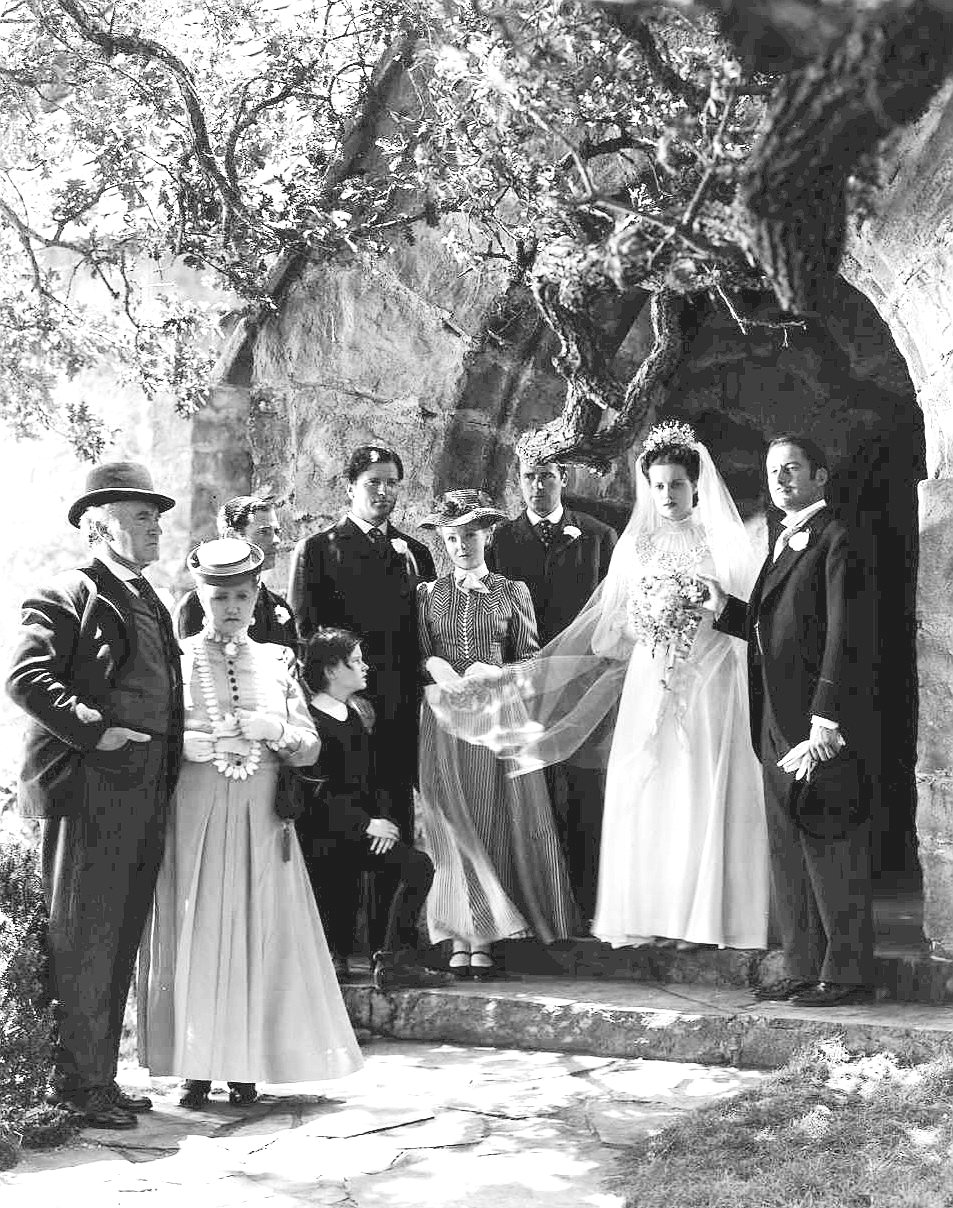
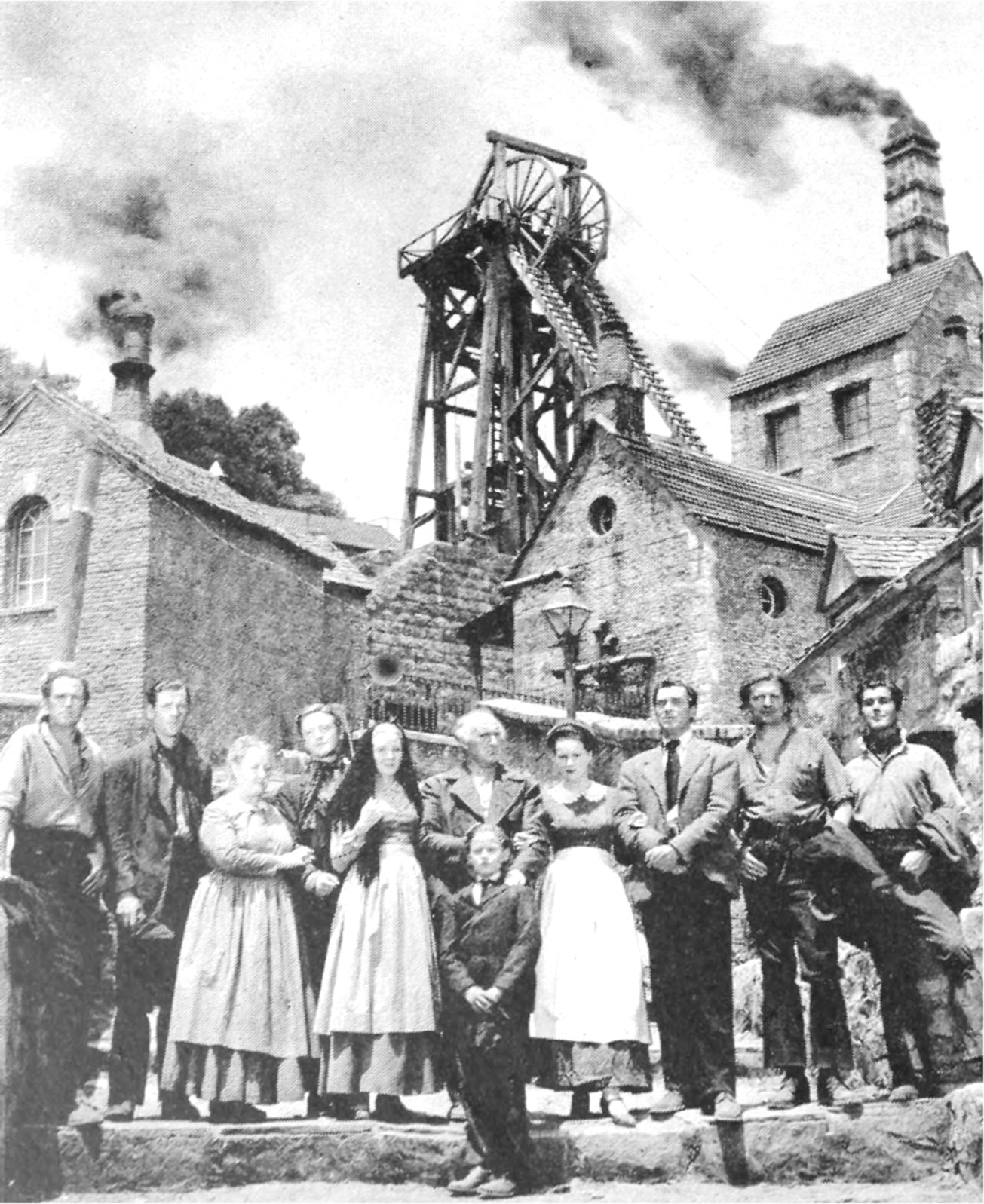
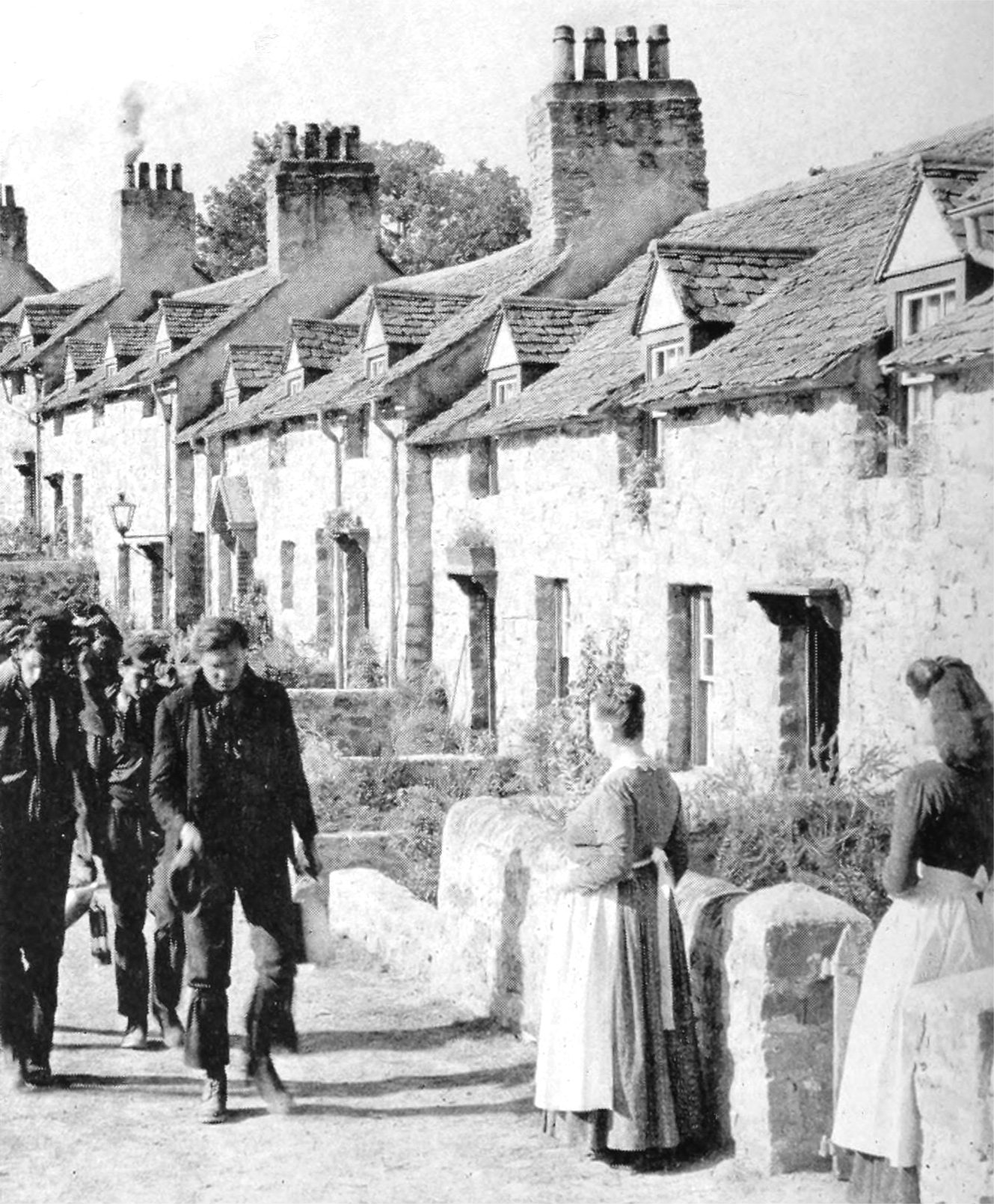
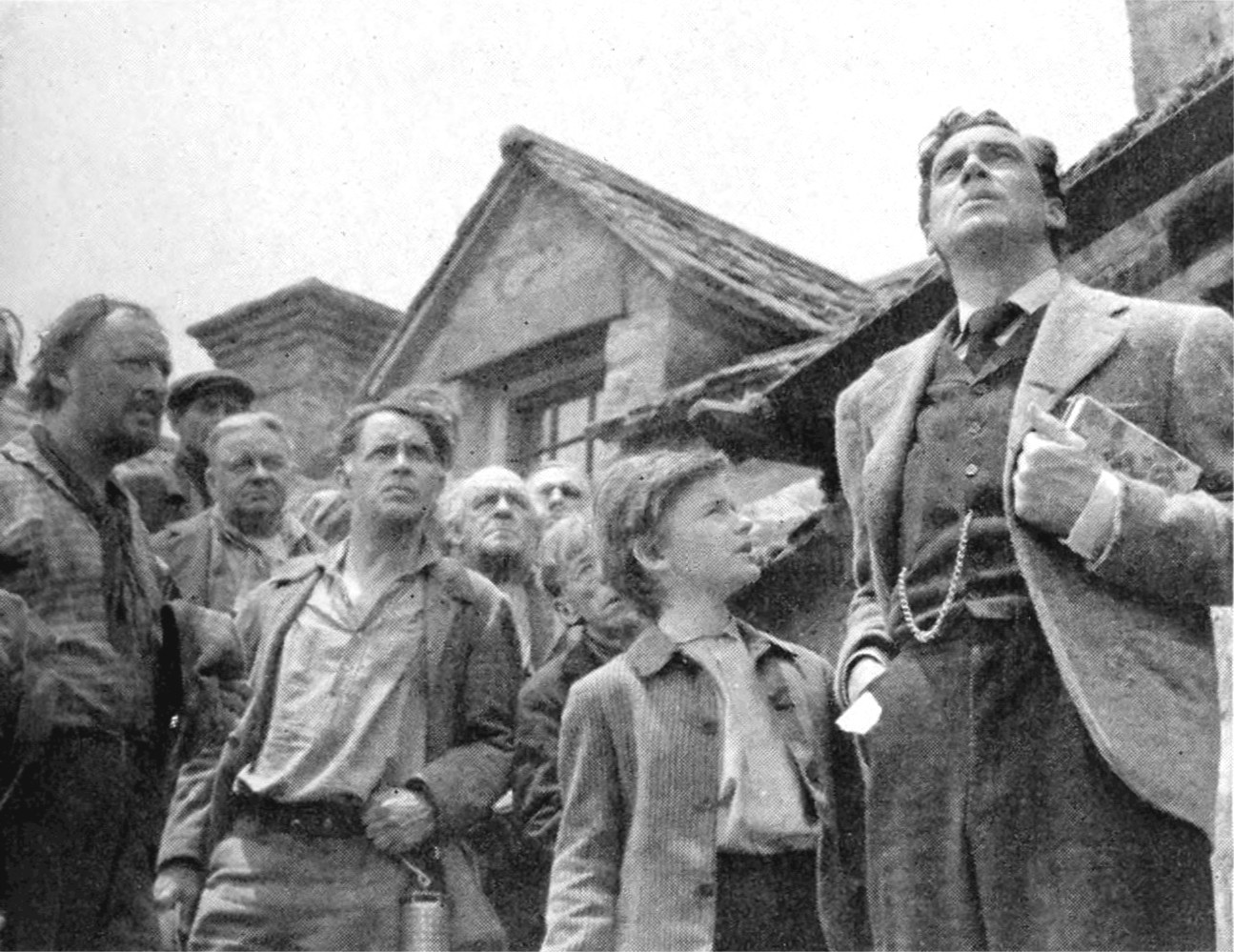
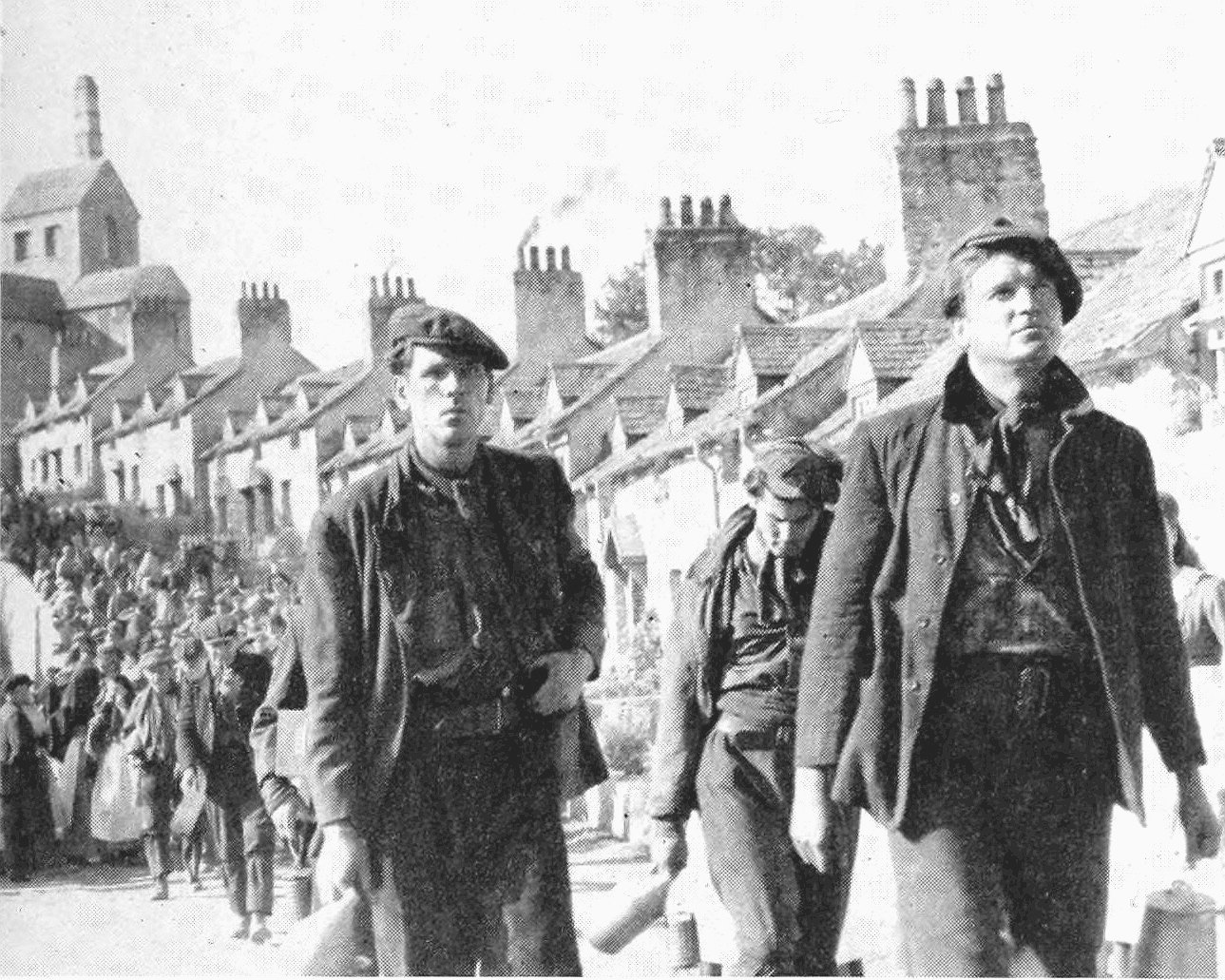
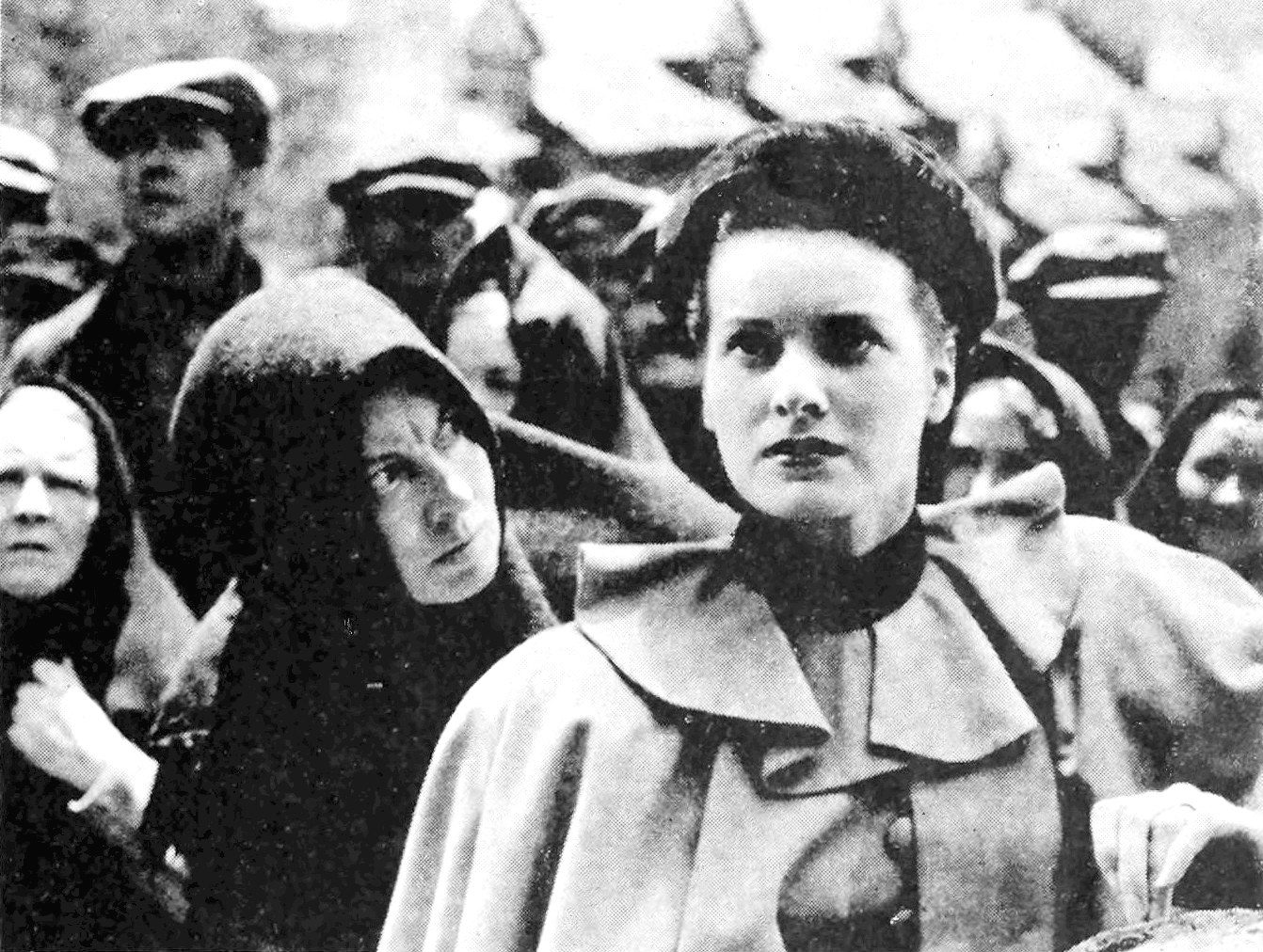
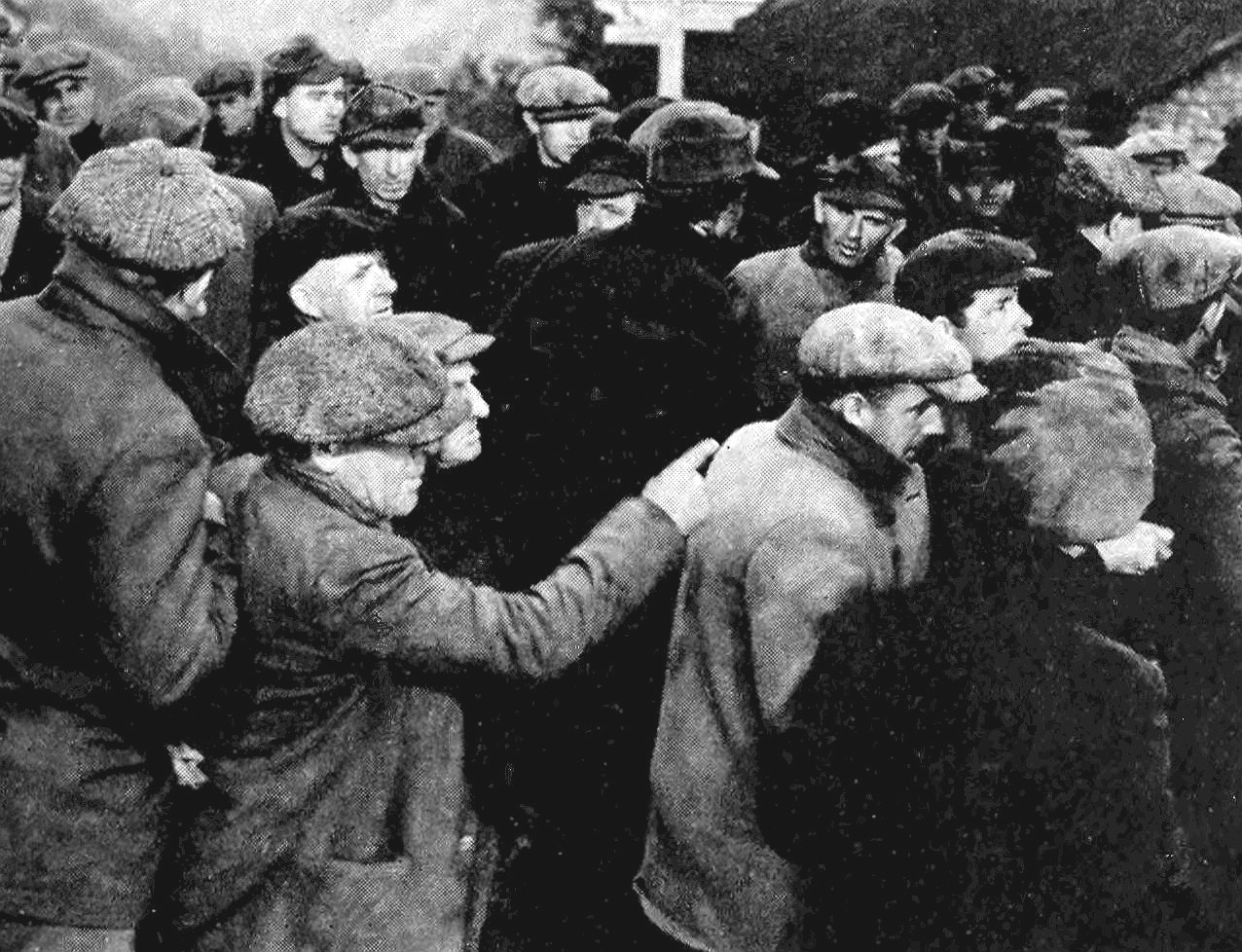
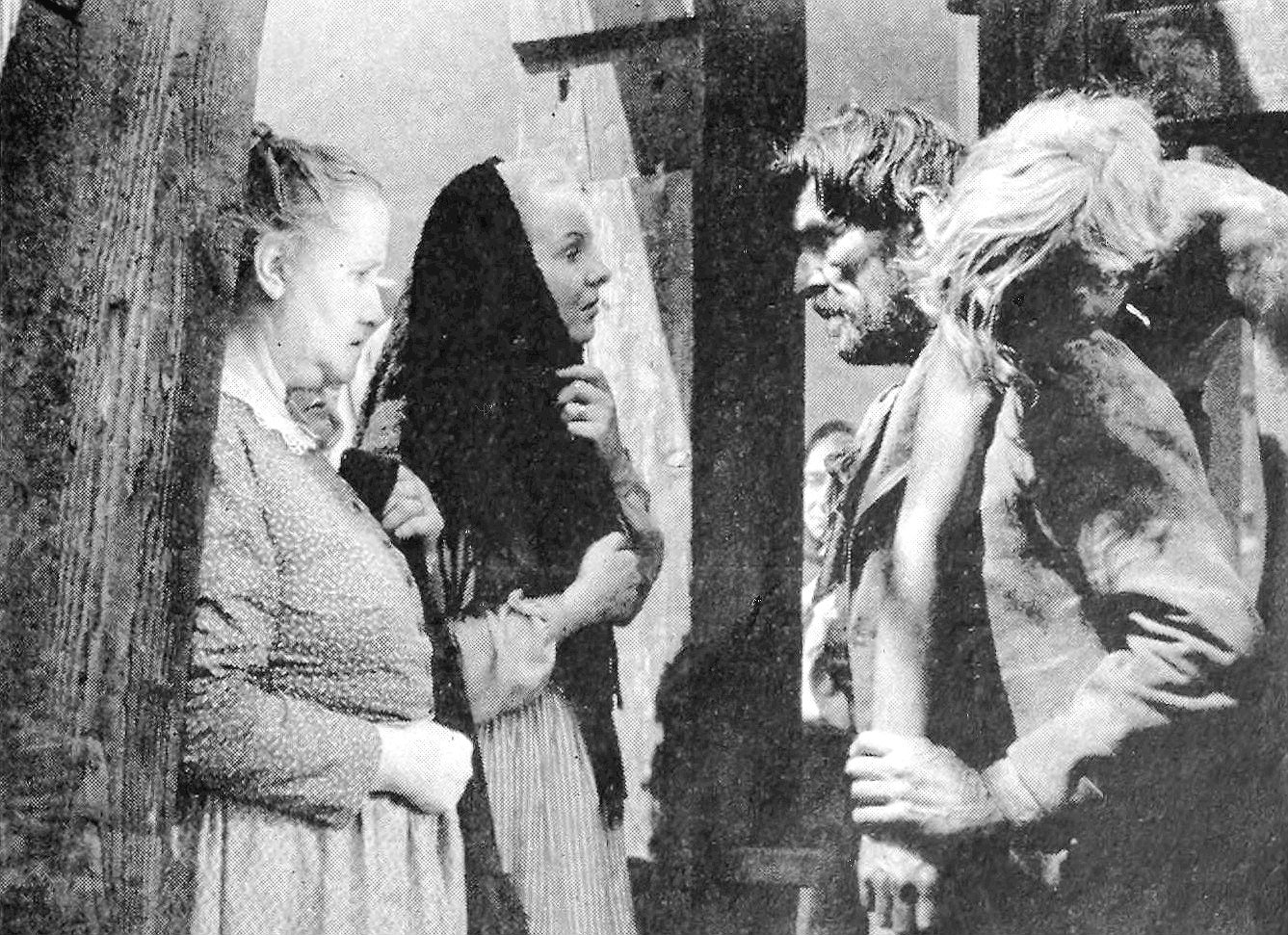

## 출연
- 윌터 피전
- 모린 오하라
- 애나 리
- 로디 맥다우얼
- 도널드 크리스프
- 앤 토드

## 수상
- 제14회 아카데미 (1942년) - 미술상 - 리처드 데이 - 수상
- 제14회 아카데미 (1942년) - 촬영상 - 아서 C. 밀러 - 수상
- 제14회 아카데미 (1942년) - 감독상 - 존 포드 - 수상
- 제14회 아카데미 (1942년) - 남우조연상 - 도널드 크리스프 - 수상
- 제14회 아카데미 (1942년) - 작품상 - 대릴 F. 재넉 - 수상